# Шипок
Шипок (болг. Шипок) — село в Болгарии. Находится в Кырджалийской области, входит в общину Кирково. Население составляет 6 человек.

## Политическая ситуация
В местном кметстве Загорски, в состав которого входит Шипок, должность кмета (старосты) исполняет Мюмюн Фахредин Мехмед (Движение за права и свободы (ДПС)) по результатам выборов правления кметства.
Кмет (мэр) общины Кирково —  Шукран Кязим Идриз (Движение за права и свободы (ДПС)) по результатам выборов в правление общины.